# Energetyka – Problemy energetyki i gospodarki paliwowo-energetycznej
Energetyka – Problemy energetyki i gospodarki paliwowo-energetycznej – miesięcznik naukowo-techniczny, należący do grupy wydawnictw związanych z elektroniką, publikowany przez SEP COSiW. Właścicielem miesięcznika jest Stowarzyszenie Elektryków Polskich.
Energetyka jest poświęcona problemom wytwarzania, przesyłania, rozdzielania i użytkowania energii elektrycznej i cieplnej, budowy elektrowni, elektrociepłowni i linii elektroenergetycznych, komputeryzacji systemu elektroenergetycznego i restrukturyzacji elektroenergetyki. Od 2005 roku po połączeniu z miesięcznikiem „Gospodarka Paliwami i Energią” rozszerzony został obszar zainteresowania czasopisma o problemy gospodarki paliwowo-energetycznej.
Tematy poruszane na łamach czasopisma:
- problemy techniczneh wytwarzania, przesyłania i rozdzielania energii elektrycznej,
- nowoczesne techniki wytwarzania i przetwarzania energii elektrycznej,
- organizacja i ekonomiczne podstaw działania firm energetycznych,
- działalność przedsiębiorstw szerokiego zaplecza energetyki zawodowej i przemysłowej,
- strukturalne reformowanie polskiego przemysłu energetycznego,
- taryfikacja energii elektrycznej i innych nośników energii,
- przegląd zagranicznych rozwiązań organizacyjnych i technicznych firm energetycznych.